# Требунки
Требунки — село в Данковском районе Липецкой области России, административный центр Требунского сельсовета.

## Население
| 1859 | 1868  | 1880  | 1897  | 1905  | 2002 | 2010 |
| ---- | ----- | ----- | ----- | ----- | ---- | ---- |
| 1656 | ↗1881 | ↗2329 | ↘1948 | ↗2258 | ↘507 | ↘492 |

## География
Село Требунки расположено на севере Липецкой области, в восточной части Данковского района, на правом берегу реки Дон, примерно в 6,5 км к северу от районного центра — города Данкова. Высота центра села — 132 м над уровнем моря. В селе 11 улиц и переулков. Ближайшие сельские населённые пункты — сёла Бигильдино и Яхонтово.

## История
Требунки упоминаются в окладных книгах 1676 года как «новоселебное село с часовнею великомученика Георгия».
В «Списке населённых мест» 1862 года — казённое село 1-го стана Данковского уезда Рязанской губернии на большой Рязанской дороге, в 8 верстах от уездного города и 15 верстах от становой квартиры, при реке Дон, с 160 дворами, православной церковью и 1656 жителями (824 мужчины, 832 женщины).
По данным на 1868 год — деревня государственных крестьян с 257 дворами и 1881 жителем (942 мужчины, 939 женщин); при селе находились деревянная православная церковь и водяная мельница.
В 1880 году село Требунки с 308 дворами и 2329 жителями входило в состав Бигильдинской волости Данковского уезда, имелась школа.
По сведениям 1905 года в селе было 320 дворов, проживало 2258 человек (1130 мужчин, 1128 женщин), при селе была каменная церковь, имелись земская школа, школа грамотности и водяная мельница.
С 2004 года село Требунки является административным центром Требунского сельсовета Данковского района Липецкой области.

## Достопримечательности
В селе находится Церковь Георгия Победоносца — двухпрестольный кирпичный храм с Тихоновским приделом. Построен вместо перенесённой в 1781 году из села Бигильдина старой деревянной церкви. В советское время церковь была закрыта и разорена. Возвращена верующим в крайне неудовлетворительном состоянии.

## Известные уроженцы
- Вишняков Иван Алексеевич (1917—1992) — генерал-майор авиации Советской армии, участник Великой Отечественной и советско-японской войн, Герой Советского Союза[18].